# Erzsébet Andics
Erzsébet Andics (ur. 22 czerwca 1902 w Budapeszcie, zm. 2 kwietnia 1986 tamże) – węgierska działaczka komunistyczna, historyczka, pierwsza kobieta-członkini Węgierskiej Akademii Nauk. Członkini Komitetu Centralnego Węgierskiej Partii Pracujących (1948–1956), deputowana do Tymczasowego Zgromadzenia Narodowego (1944–1945), następnie deputowana do Zgromadzenia Narodowego trzech kadencji.

## Życiorys
Urodziła się i wychowała w VI dzielnicy Budapesztu. W latach 1918–1919 działała w Narodowym Związku Młodych Robotników, w 1919 r. wstąpiła do Komunistycznej Partii Węgier. Brała udział w rewolucji węgierskiej 1919 r. W 1920 r. starała się bezskutecznie o przyjęcie na Uniwersytet w Budapeszcie, lecz z powodu swojej wcześniejszej działalności politycznej otrzymała odmowę. Wyjechała do Wiednia, gdzie podjęła studia w zakresie historii, równocześnie działając w podziemnych strukturach Komunistycznej Partii Węgier. W 1921 r. z polecenia partyjnego przerwała naukę i wróciła do Budapesztu, by odbudowywać struktury partii na Węgrzech. Krótko po przyjeździe została aresztowana i w 1922 r. skazana na piętnaście lat więzienia przez sąd wojskowy. W tym samym roku wyjechała do ZSRR w ramach wymiany węgierskich komunistów-więźniów politycznych na węgierskich jeńców z I wojny światowej nadal znajdujących się w Rosji. Przyjęła obywatelstwo radzieckie.
W Moskwie podjęła naukę na Komunistycznym Uniwersytecie Mniejszości Narodowych Zachodu. Następnie, w latach 1928–1931, była tam wykładowczynią. Pracowała również na innych radzieckich uczelniach. W latach 1937–1941 była profesorem nadzwyczajnym na Moskiewskim Uniwersytecie Państwowym. W 1940 r. uzyskała stopień kandydata nauk historycznych. Podczas II wojny światowej nauczała w szkole antyfaszystowskiej w Krasnogorsku, zaś w latach 1943–1944 była jej dyrektorką.
W 1944 r. wróciła na Węgry. Zasiadała w Tymczasowym Zgromadzeniu Narodowym (grudzień 1944-listopad 1945). W kolejnych latach trzykrotnie obejmowała mandat deputowanej do Zgromadzenia Narodowego, w kadencjach 1947–1949, 1949–1953 oraz 1953–1957. W latach 1946–1948 była zastępcą członka Komitetu Centralnego Komunistycznej Partii Węgier. Po zjednoczeniu Komunistycznej Partii Węgier i Socjaldemokratycznej Partii Węgier w 1948 r. weszła do Komitetu Centralnego nowo powstałej Węgierskiej Partii Pracujących i pozostawała jego członkinią do 31 października 1956 r., to jest do wymiany kierownictwa partii po zbrojnym powstaniu w październiku 1956 r.
Równocześnie pełniła funkcję dyrektora Centralnej Szkoły Partyjnej (1945–1948), kierownika Departamentu Nauki i Kultury przy KC Węgierskiej Partii Pracujących (1954–1956), następnie Departamentu Nauki i Oświaty przy KC Węgierskiej Partii Pracujących (1956). Między lutym 1953 r. a lipcem tego samego roku była wiceministrem szkolnictwa wyższego Węgier, zaś w latach 1953–1955 – wiceministrem oświaty. Zasiadała w Radzie Prezydialnej Węgierskiej Republiki Ludowej.
W strukturach Węgierskiej Partii Pracujących była jedną z najwyżej postawionych osób odpowiedzialnych za ideologię, politykę kulturalną i oświatową, kontrolowała środowiska literackie. Sprzeciwiała się wszelkim reformom w kraju. Jeszcze w lipcu 1956 r. sprzeciwiała się usunięciu Mátyása Rákosiego z Komitetu Centralnego partii.
Po powstaniu antykomunistycznym na Węgrzech w 1956 r. Erzsébet Andics razem z mężem redagowała pismo „Szabad Nép”, wspierając utworzony po radzieckiej interwencji zbrojnej rząd Jánosa Kádára. Dogmatyczna linia polityczna, jaką przyjęła gazeta pod ich kierownictwem, nie spełniała oczekiwań Kádára i jego współpracowników, co sprawiło, iż oboje zostali odsunięci od obowiązków i musieli wyjechać do ZSRR. Gdy Erzsébet Andics przebywała w ZSRR, została pozbawiona wszystkich stanowisk partyjnych oraz mandatu deputowanej.
W 1958 r. otrzymała zgodę na powrót na Węgry. Została przyjęta do Węgierskiej Socjalistycznej Partii Robotniczej, utworzonej po reorganizacji Węgierskiej Partii Pracujących, ale nie pełniła już stanowisk kierowniczych, mogła kontynuować jedynie karierę naukową.
Jej mężem był polityk komunistyczny i ekonomista Andor Berei. Zmarła w 1986 r. i została pochowana na cmentarzu Kerepesi (cmentarz przy ul. Fiume) w Budapeszcie.

### Kariera naukowa

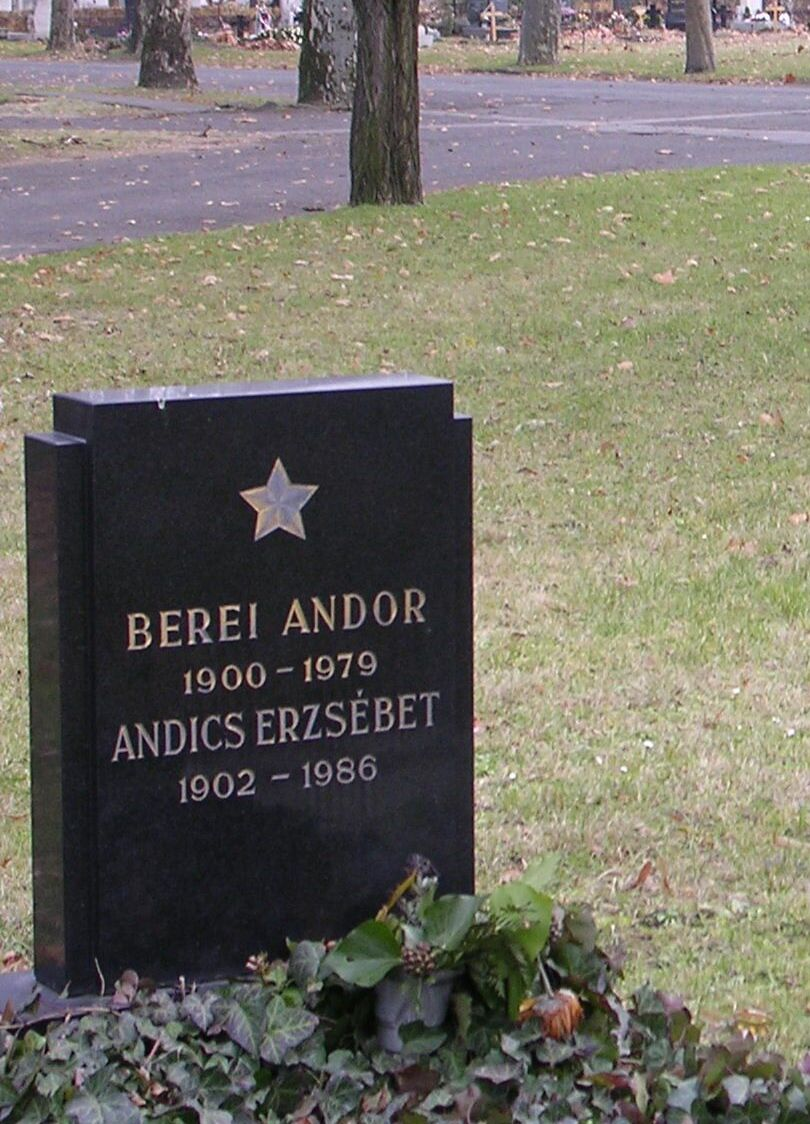
Nagrobek na cmentarzu Kerepesi

W latach 1948–1950 była wykładowczynią Węgierskiego Uniwersytetu Ekonomicznego. W 1949 r. jako pierwsza w historii kobieta została członkiem Węgierskiej Akademii Nauk. W latach 1950–1952 była profesorem Wydziału Historii Uniwersytetu Loránda Eötvösa w Budapeszcie, w latach 1952–1974 – profesorem nadzwyczajnym tejże uczelni. W latach 1950–1956 i ponownie 1960-1974 kierowała jedną z katedr Wydziału Historii. W latach 1958–1960 była starszym pracownikiem naukowym Węgierskiej Akademii Nauk, w Instytucie Historii, zaś w latach 1949–1956 – prezesem Węgierskiego Towarzystwa Historycznego.
Jako historyk zajmowała się przede wszystkim XIX-wieczną historią Węgier, okresem rewolucji węgierskiej 1848 r. i latami ją poprzedzającymi. Badała biografię Klemensa von Metternicha, Lajosa Kossutha i okoliczności rosyjskiej interwencji przeciwko rewolucji węgierskiej 1848 r. Jako prezes Węgierskiego Towarzystwa Historycznego w okresie rządów Rákosiego (okres stalinizmu na Węgrzech) odegrała wiodącą rolę w opracowaniu i narzuceniu dogmatycznej marksistowsko-leninowskiej wersji historii Węgier, a także w opracowaniu podręczników utrzymanych w jej duchu, zawierających szereg historycznych przekłamań. Forsowana przez nią wizja historii została oficjalnie odrzucona przez partię późną wiosną 1956 r., u schyłku rządów Rákosiego.